# Clavulina rugosa
Clavulina rugosa é uma espécie de fungo pertencente à família Clavulinaceae.